# Victoria Zinde-Walsh
Victoria Zinde-Walsh (* 1945) ist eine russisch-kanadische Wirtschaftswissenschaftlerin und Hochschullehrerin.

## Leben
Zinde-Walsh studierte an der Staatlichen Universität Moskau. Nachdem sie ihre erste wissenschaftliche Ausbildung 1968 abgeschlossen hatte, erwarb sie 1978 den Doktortitel für Mathematik. Bereits ab 1971 gehörte sie als Forscherin der Akademie der Wissenschaften der UdSSR an. 1980 verließ sie die Sowjetunion und ging als wissenschaftliche Mitarbeiterin an die University of Waterloo nach Kanada. Bereits ein Jahr später wechselte sie an die University of Western Ontario, wo sie eine Stelle als Assistant Professor annahm. Parallel graduierte sie 1982 als Master of Arts in Wirtschaftswissenschaften an der University of Waterloo. 1988 folgte sie einem Ruf der McGill University. In Québec war sie zunächst Associate Professor, ehe sie dort 2001 zur ordentlichen Professorin für Wirtschaftswissenschaften berufen wurde.
Der Schwerpunkt der Arbeit Zinde-Walshs liegt im Bereich der Zeitreihenanalyse und ihrer Anwendung in der Beschreibung ökonomischer Vorgänge im Rahmen der Ökonometrie. Zeitweise hielt sie zudem Vorlesungen über die Volkswirtschaft der UdSSR.
Zinde-Walsh engagiert sich neben Forschung und Lehre zudem in Wissenschaftsorganisationen. Insbesondere bei der Canadian Economics Association bedeckte sie verschiedene Positionen und war zeitweise redaktionell für das Canadian Journal of Economics tätig. 2010 beerbte sie James Brander als Präsidenten der Organisation.